# Leptotrema lithophila
Leptotrema lithophila är en lavart som beskrevs av Alfred Oxner 1960. 
Leptotrema lithophila ingår i släktet Leptotrema och familjen Thelotremataceae. Inga underarter finns listade i Catalogue of Life.